# Elektrotehniško-računalniška strokovna šola in gimnazija Ljubljana
Elektrotehniško-računalniška strokovna šola in gimnazija Ljubljana je štiriletna srednja šola in tehniška gimnazija v Ljubljani, ki poučuje izobraževalne programe elektrotehnik, računalniški tehnik in gimnazijski maturant. 

Ker se nahaja na Vegovi ulici, je med dijaki in profesorji dobila ime Fegova, ki pa je leta 2009 postalo tudi uradna okrajšava imena.

## Zgodovina
Zgodovina Vegove sega v drugo polovico 19. stoletja, ko je v Ljubljani l. 1874 v novozgrajeni stavbi na Vegovi ulici 4 začela delovati Realka. Sprva se je Delovodska šola za elektrotehniko nahajala v sklopu Državne obrtne šole, ki je svoje prostore dobila l. 1912 na Aškerčevi cesti. Leta 1920 se je Državna obrtna šola preimenovala v Tehniško srednjo šolo (TSŠ) in je v šolskem letu 1927/28 odprla še drugi letnik Elektrotehniške srednje šole kot vzporedni razred v 2. letniku Strojne srednje šole. Prvi letnik je bil za obe šoli enak. Po l. 1945 Tehniško srednjo šolo sestavlja pet šol, med drugim tudi Državna tehniška srednja šola z gradbenim, strojnim in elektrotehniškim odsekom in Državna delovodska šola (gradbeni, strojni, elektro in mizarski odsek).

Leta 1959 je prišlo do reorganizacije srednjih tehniških šol. Realka na Vegovi se je združila s III. Gimnazijo Ljubljana Bežigrad in se iz stavbe na Vegovi izselila. Elektrotehniškega odsek Tehniške srednje šole se osamosvoji, preimenuje v Tehniško šolo za elektrotehniško stroko in preseli v prostore nekdanje Realke (kasneje preimenovane v I. gimnazijo) na Vegovi ulici, kjer se nahaja še danes.

V petdeset letih samostojnosti je šola doživela številne programske, vsebinske, organizacijske, prostorske in kadrovske spremembe, kar se odraža tudi v različnih poimenovanjih:
- 1981/82: Srednja elektrotehniška šola Ljubljana (začetek usmerjenega izobraževanja, pridružitev poklicnih programov različnih zahtevnostnih stopenj že obstoječim tehniškim oddelkom;

- 1991/92: Srednja šola za elektrotehniko in računalništvo Ljubljana (konec usmerjenega izobraževanja, ločitev tehniškega in poklicnega izobraževanja, začetek izvajanja programa računalniški tehnik, nadaljevanje  programov elektrotehnik elektronik in elektrotehnik energetik);

- 1999/00: Srednja šola za elektrotehniko in računalništvo Ljubljana - Srednja strokovna šola in Strokovna gimnazija (zavod z dvema organizacijskima enotama/šolama, konec poskusne elektro gimnazije);

- 2008/09: Elektrotehniško-računalniška strokovna šola in gimnazija Ljubljana (zopet enovita šola z iztekajočimi se programi elektrotehnik elektronik, elektrotehnik energetik in elektrotehnik računalništva; začetek prenovljenih programov elektrotehnik in tehnik računalništva, začetek prenove gimnazijskega programa);

- 2009/10: Elektrotehniško-računalniška strokovna šola in gimnazija  dobi uradno potrditev za uporabo skrajšanega poimenovanja VEGOVA Ljubljana.